# طاووس كونغو
طاووس كونغو (باللاتينية: Pavo muticus) (بالإنجليزية: Congo peafowl)‏ ويُسمى في الكونغو باسم mbulu أي المجنون. هو نوع من أنواع الطاووس ينتشر في منطقة الكونغو.

## معرض صور

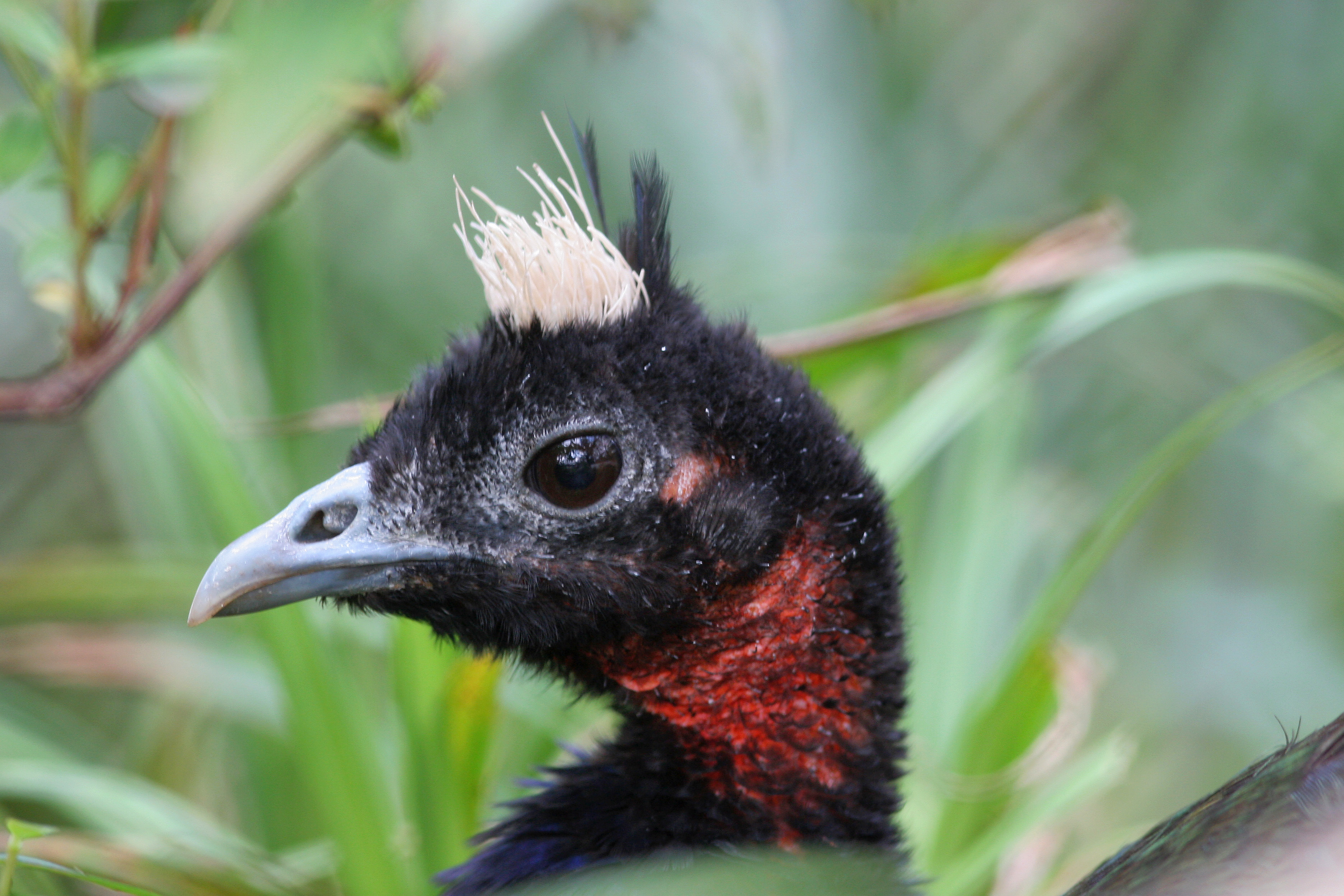
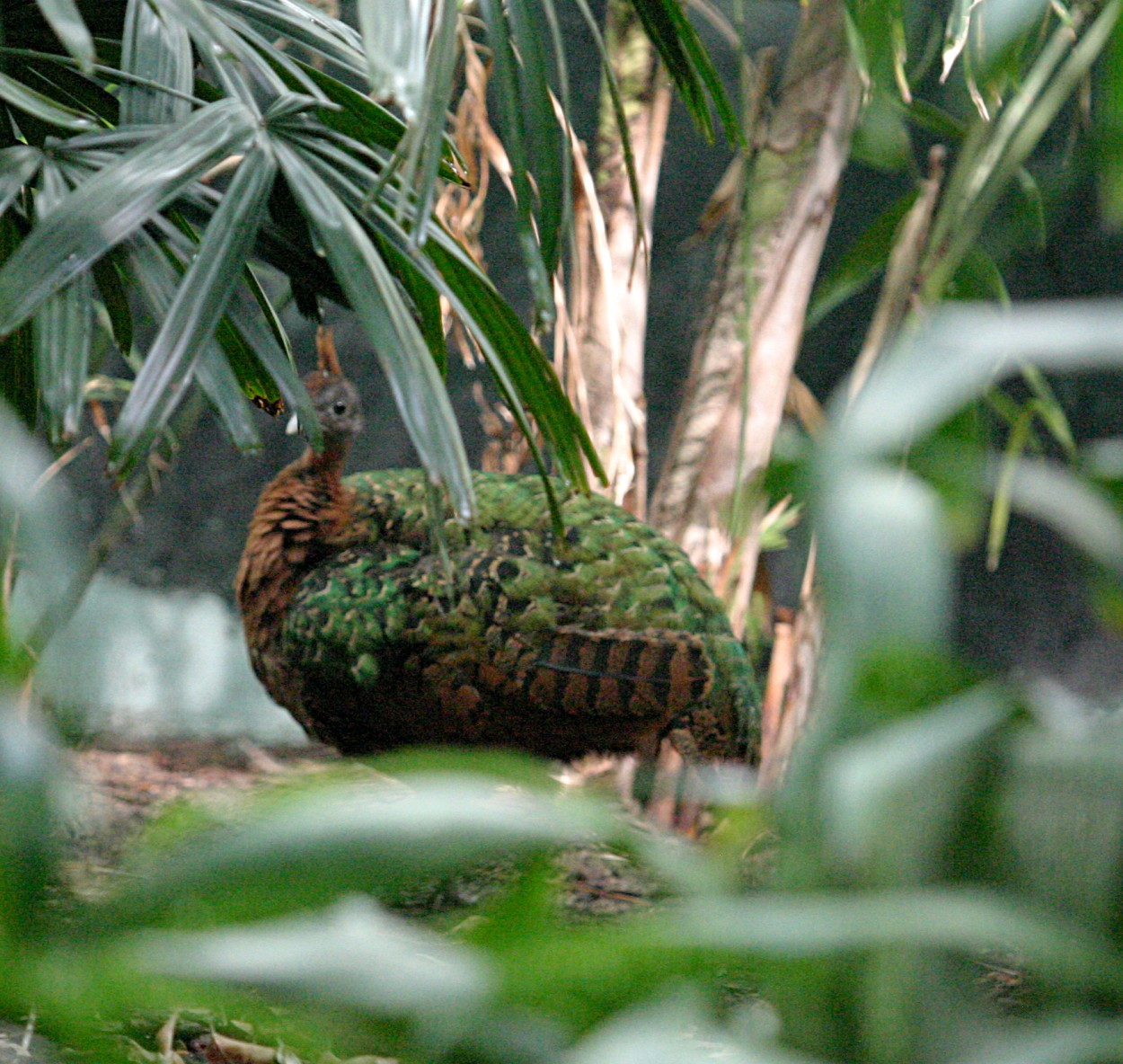
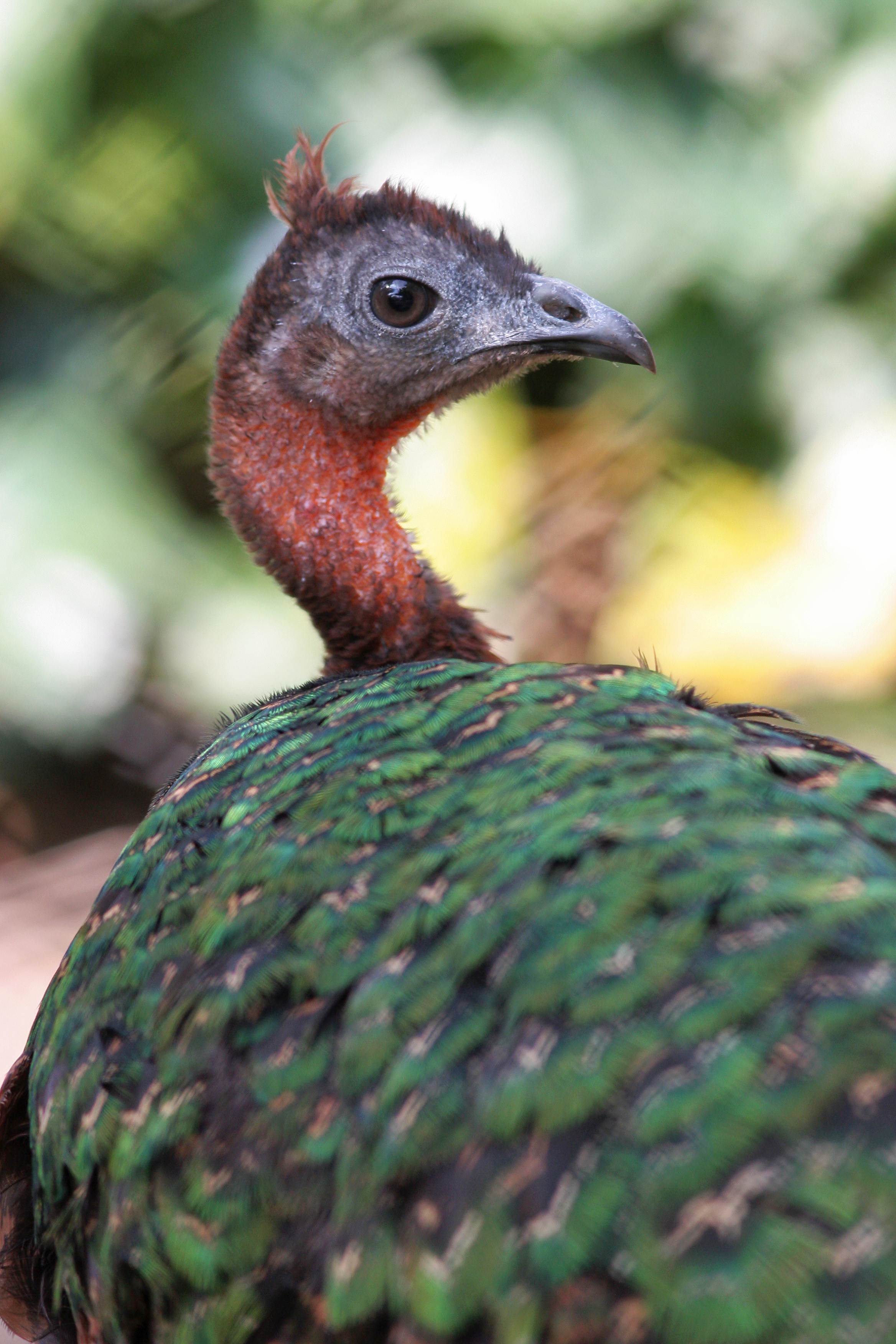
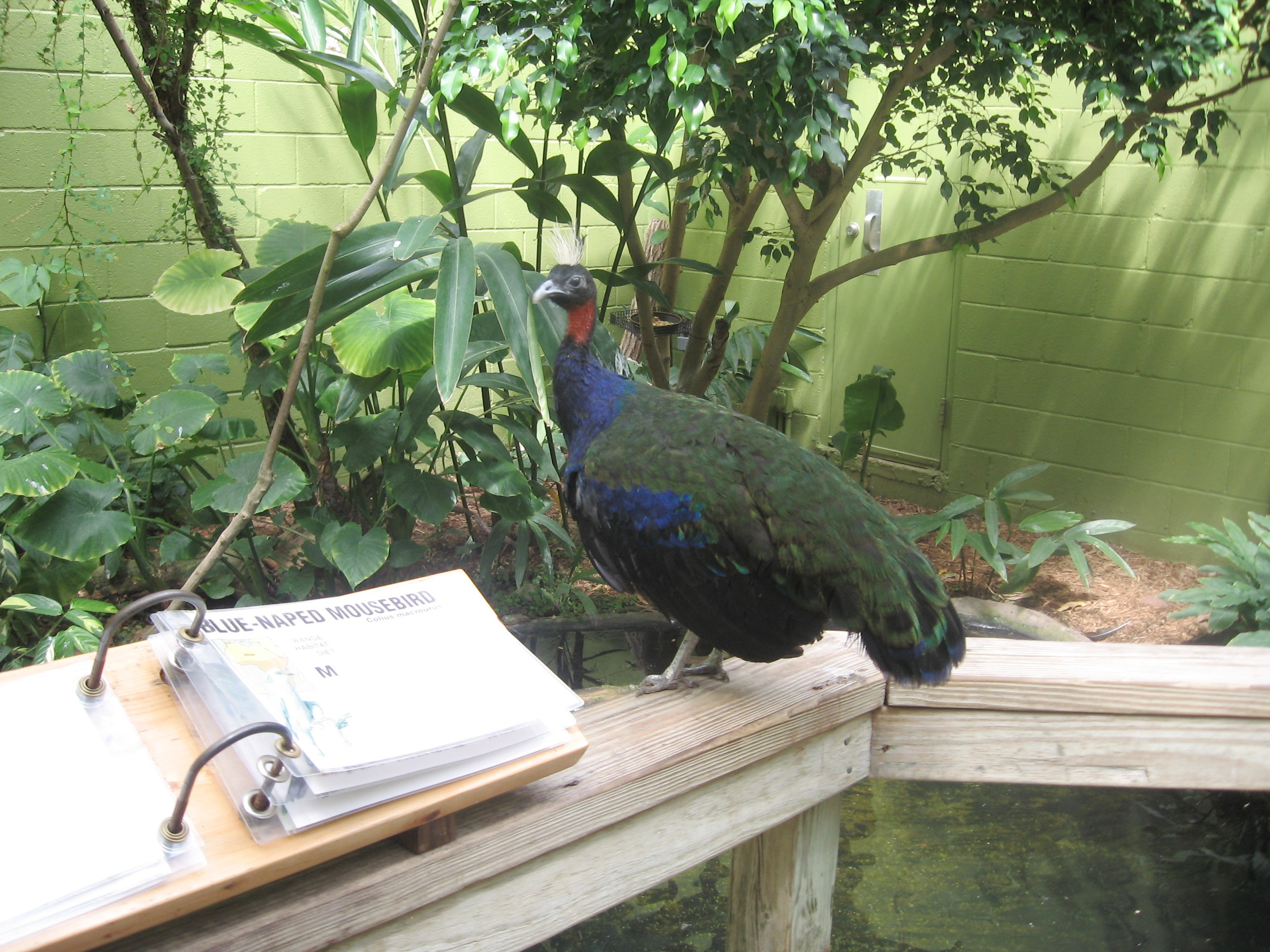